# Stefan Ustorf

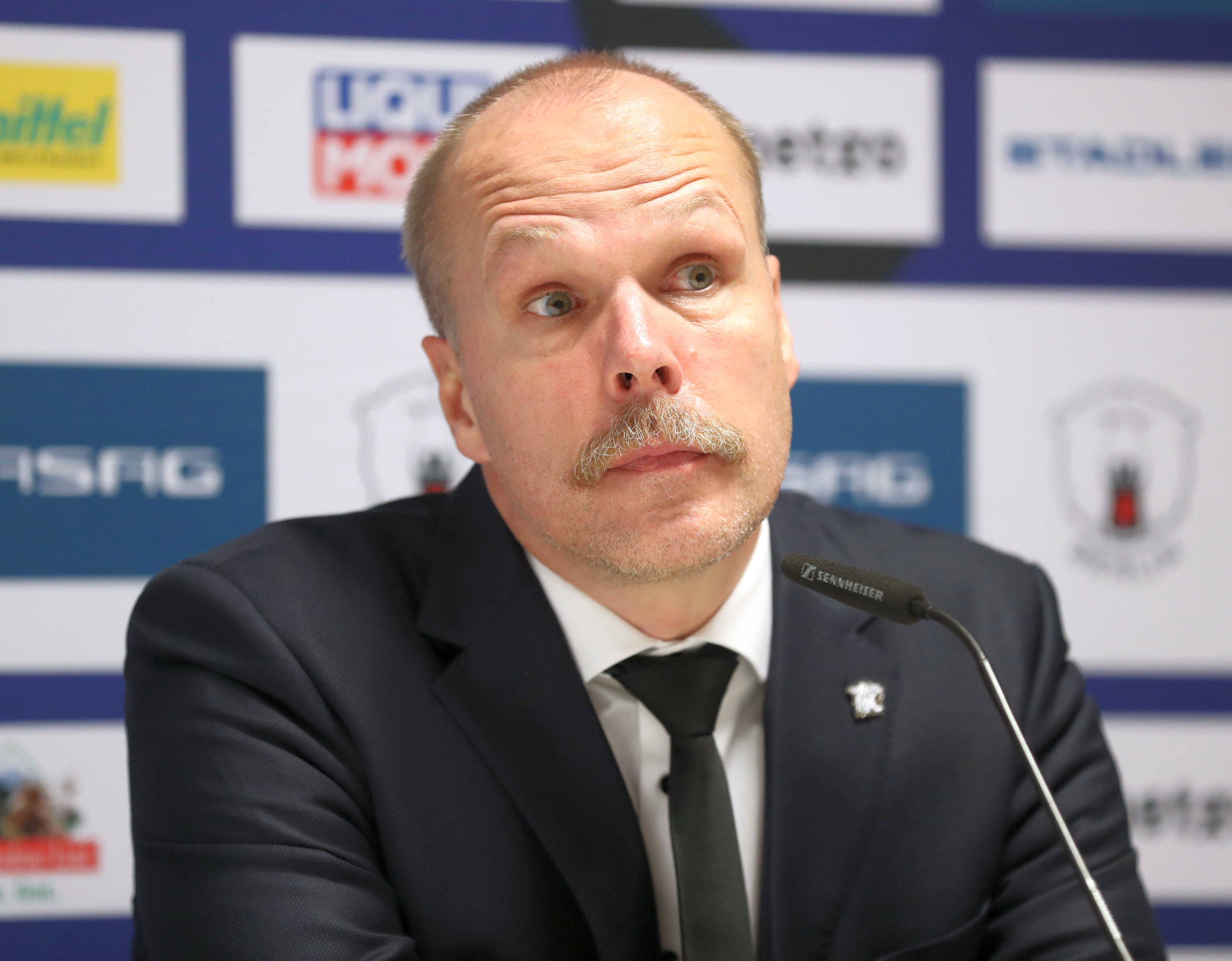
Stefan Ustorf (2021)

Stefan Ustorf, född 3 januari 1974 i Kaufbeuren, är en tysk före detta ishockeyspelare.
Ustorf spelade i mitten av 1990-talet två säsonger i NHL för Washington Capitals. Han har allt sedan dess huserat hemma i den inhemska ligan DEL och spelar sedan ett par säsonger tillbaka i Eisbären Berlin. Ustorf har representerat sitt land vid flera tillfällen i såväl VM, OS och World Cup.